# باركاس
باركاس هو حي في حيدر أباد، الهند، ويقع في منطقة المدينة القديمة. يُعتقد أن اسم «باركاس» مشتق من كلمة إنجليزية بمعنى «ثكنة». قبل استقلال الهند، استعملت منطقة باركاس كثكنة عسكرية لنظام حكم حيدر أباد.
يسكن الآن حي باركاس بشكل أساسي من قبل مجتمع تشاوش، والذين هم من أحفاد الحضارمة، الذين كانوا يعملون في حيدر أباد كعسكريين وحراس شخصيين، وتعود أصولهم لإقليم حضرموت في جنوب الجزيرة العربية و اقليم الحجاز في غرب الجزيرة العربية

## التاريخ
قبل استقلال الهند، استعملت منطقة باركاس كثكنة عسكرية لنظام حكم حيدر أباد. كان حكام حيدر أباد محاطين بحكام معاديين في ديكان واختاروا توظيف العرب بدلاً من الجيش المحلي لحراسة نساء العائلة الحاكمة. شكل هؤلاء العرب الجزء الأكبر من الجيش الخاص لحاكم حيدر أباد، وكانوا محط ثقة الأمير، لأنهم لا يمكنهم الفرار إلى الدول المجاورة المتنافسة على عكس السكان المحليين، وكانوا جديرين بالثقة.
يذكر العديد من الناس أن آخر حكام حيدر أباد، كان يقدر ولاءهم ويثق بهم أكثر من أي شخص آخر. زاد عدد السكان العرب خلال هذه الفترة، واستقروا بشكل رئيسي في حي باركاس على مشارف المدينة المسورة.

## الثقافة
تشتهر المنطقة بثقافتها الفريدة التي تظهر التأثيرات العربية. وهو جزء لا يتجزأ من ثقافة حيدر أباد.
يشتمل المطبخ المحلي على نسخة حلوة من الهريس (اللحوم المطبوخة بالقمح المسحوق والتوابل), والتي لا تتوفر إلا في باركاس. في الماضي القريب، انتشرت طبخة المندي، والمكونة من صحن الأرز اليمني المصنوع إما من الدجاج أو لحم الضأن، وتبوأت مكان بارز، حيث شهد الحي افتتاح العديد من المطاعم في بركاس والمناطق القريبة.
تقدم هذه المطاعم أيضًا مجموعة متنوعة من المأكولات العربية مثل الكبسة والمجبوس والمقلوبة والقوزي والسليق والوجبات الخفيفة مثل الشاورما والفلافل والمطبق.

## المنظمات
حي باركاس هو موطن لـ «باركاس لطب اليرقان»، وهي منظمة غير ربحية توفر دواء اليرقان مجاناً. يقود المنظمة فريق من قبيلة القرشي .
«سبيل الخير» هي منظمة غير ربحية تأسست في باركاس وتخدم التنمية الاجتماعية في المنطقة. وهي تقدم مخططات مختلفة للتنمية الاجتماعية للسكان المحليين، مثل تقديم الأموال اللازمة لزواج الفتيات المنتميات إلى أسر فقيرة، وخدمات الجنائز، إلخ.
ويوجد في باركاس أيضًا منظمة غير ربحية تدعى «بيت المال»، والهدف الوحيد لهذه المنظمة هو مساعدة المحتاجين والسعي لتحسين المجتمع.

## أشياء مميزة في الحي
باركاس يضم الكثير من المساجد، خاصة «مسجد الجماعة».
«ميدان باركاس» هو ملعب متعدد الاستخدامات، حيث ساعد على نمو رياضيين كبار، خاصة في مجال كرة القدم، مثل حبيب خان وسلام عيدروسي وماجد خان وغيرهم، من الذين فازوا بأوسمة لباركاس على الصعيدين الوطني والدولي.
«طريق المندي» وهو في الواقع الطريق الرئيسي لباركاس المتجه إلى مطار شامشاباد, من مفترق طرق تشاندرايانجوتا. حيث تصطف العديد من المطاعم التي تقدم مجموعة متنوعة من المأكولات العربية. سمي هذا الطريق باسم الطبق العربي الأكثر شعبية - المندي. 
يُسمى «بازار باركاس» ويسمى أيضًا «بازار دبي» وهو سوق به جميع المواد المستوردة من الدول العربية في الخليج العربي. كما أن فيه العديد من المطاعم التي تقدم الحلويات الشهيرة كالهريس وكذلك المقاهي التي تقدم شاي السليماني الشهير والقهوة اليمنية. حيث يمكن العثور على العديد من السكان المحليين والزوار للاسترخاء والدردشة هنا. وتحافظ بعض المقاهي أيضًا على الشيشة لعملائها.
تشتهر «باركاس كاميلا» أو سوق اللحوم، بالدواجن الطازجة ولحم الضأن ولحم البقر التي يتم توفيرها يوميًا حتى نطاق واسع، قبيلة القريشي تدير هذا السوق.
- عمر خليدي، فيصل بن سلام يافع ، عرب حضرموت في حيدر أباد في تاريخ العصور الوسطى ديكان، محرر كولكارني، نعيم ودي سوزا، براكاشان الشعبية، بومباي، 1996
- بن حجاب يماني

## روابط خارجية
- بركاس: يمن صغير في حيدر أباد، يمني يتبع أسلوب حياة ينبحه الناس
- شارع بركاس، ميني العربية في حيدر أباد
- حيدرأباد والحضارمة والمحاولات العبثية لطمس هويتها الإسلامية ، الأيام (اليمن) ، 14 مايو 2007
- ليف مانجر، حضرميس في حيدر أباد: من الفائزين إلى الخاسرين ، المجلة الآسيوية للعلوم الاجتماعية، المجلد 35، الأرقام 4-5، 2007، ص.   405-433 (29)
- Ababu Minda Yimene ، مجتمع هندي أفريقي في حيدر أباد ، كوفييه فيرلاج، 2004، ص 201